# Labdarúgás az 1912. évi nyári olimpiai játékokon
Az 1912. évi nyári olimpiai játékokon a labdarúgótornát június 29 és július 5 között rendezték meg.
Az 1908-as első hivatalos nemzetközi, "nem hivatalos világtorna" jótékony hatást váltott ki egész Európára. A 8 nevező 12-re, az 5 részt vevő ország pedig 11-re nőtt. Teljes számban nevezett a londoni mezőny. Franciaország még az olimpia előtt bejelentette visszalépését. A történelmi megemlékezések – a vesztesek javára – többször említik, hogy délidőben, a mérkőzések idején nagy hőség volt. Svédország Európa északi részén helyezkedik el, és ebben az időben a "hőség" 21-22 fok értéket jelentett.

## Éremtáblázat
(Az egyes számoszlopok legmagasabb értéke, vagy értékei vastagítással kiemelve.)
| Az 1912. évi nyári olimpiai játékok éremtáblázata labdarúgásban | Az 1912. évi nyári olimpiai játékok éremtáblázata labdarúgásban | Az 1912. évi nyári olimpiai játékok éremtáblázata labdarúgásban | Az 1912. évi nyári olimpiai játékok éremtáblázata labdarúgásban | Az 1912. évi nyári olimpiai játékok éremtáblázata labdarúgásban | Olimpia  |
| --------------------------------------------------------------- | --------------------------------------------------------------- | --------------------------------------------------------------- | --------------------------------------------------------------- | --------------------------------------------------------------- | -------- |
|                                                                 | Ország                                                          | Arany                                                           | Ezüst                                                           | Bronz                                                           | Összesen |
| 1.                                                              | Nagy-Britannia (GBR)                                            | 1                                                               | 0                                                               | 0                                                               | 1        |
|                                                                 |                                                                 |                                                                 |                                                                 |                                                                 |          |
| 2.                                                              | Dánia (DEN)                                                     | 0                                                               | 1                                                               | 0                                                               | 1        |
|                                                                 |                                                                 |                                                                 |                                                                 |                                                                 |          |
| 3.                                                              | Hollandia (NED)                                                 | 0                                                               | 0                                                               | 1                                                               | 1        |
|                                                                 |                                                                 |                                                                 |                                                                 |                                                                 |          |
| Összesen                                                        | Összesen                                                        | 1                                                               | 1                                                               | 1                                                               | 3        |

## Érmesek
| Az 1912. évi nyári olimpiai játékok érmesei labdarúgásban | Az 1912. évi nyári olimpiai játékok érmesei labdarúgásban | Az 1912. évi nyári olimpiai játékok érmesei labdarúgásban | Az 1912. évi nyári olimpiai játékok érmesei labdarúgásban |
| Arany | Ezüst | Bronz |                                                           |
| Nagy-Britannia (GBR) | Dánia (DEN) | Hollandia (NED) |                                                           |
| --- | --- | --- | --------------------------------------------------------- |
| Ronald Brebner Thomas Burn Arthur Knight Douglas McWirter Horace Littleworth James Dines Arthur Berry Vivian Woodward Harold Walden Gorden Hoare Ivan Sharpe Edward Hanney Harold Stamper Edward Gordon Wright W.W. Martin S. Sanders Harold Bailey W.G. Bailey | Sophus Hansen Nils Middelboe Harald Hansen Charles von Buchwald Emil Jцrgensen Poul Berth Oscar Nielsen-Norlund Axel Thufvason Anthon Olsen Sophus Nielsen Vilhelm Wolffhagen Aksel Petersen Hjalmar Christoffersen Ivar-Lykke Seidelin Poul Nielsen | Marius Gobel David Wijnveldt Piet Bouman Gerardus Fortgens Johannes Boutmy Dirk Lotsy Jan van Breda Kolff Henri de Groot Caesar ten Cate Jan van der Sluis Johannes de Korver Nicolaas Bouvy Jan Vos |                                                           |

## Helyszínek

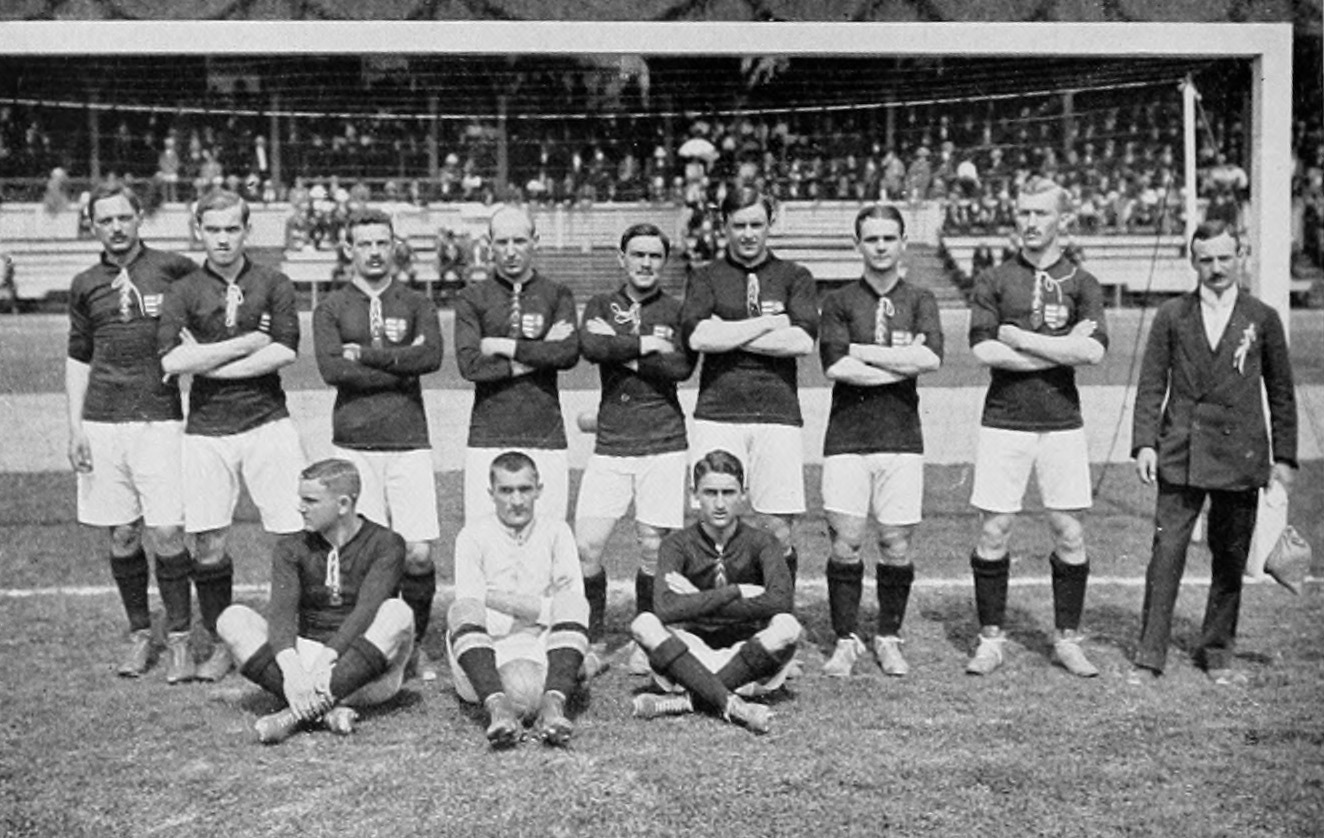
A magyar labdarúgó-válogatott az 1912-es játékokon

| Város     | Stadion          |
| --------- | ---------------- |
| Traneberg | Idrottsplats     |
| Rasunda   | Råsunda Stadion  |
| Stockholm | Olimpiai Stadion |

## Részt vevő országok
1. Nagy-Britannia (GBR)
2. Dánia (DEN)
3. Svédország (SWE)
4. Hollandia (NED)
5. Magyarország (HUN)
6. Olaszország (ITA)
7. Ausztria (AUT)
8. Németország (GER)
9. Norvégia (NOR)
10. Finnország (FIN)
11. Oroszország (RUS)

## Összefoglaló

### 1. forduló
A sorsolás eredményeként a magyar csapat erőnyerő volt. Norvégia mérkőzés nélkül jutott tovább, mert a francia csapat visszalépett. A lebecsült finnek meglepetésre kiverték az olaszokat. A mérkőzésre egy külvárosi – tranebergi – kispályán, délelőtt került sor. Ausztria a német kapus megsérülése után fölényesen győzött.

### 2. forduló
Az olimpiai stadionban Anglia volt az első ellenfél, ami akkor még a biztos kiesést jelentette. Az angol csapat 9 tagja állandóan profi csapatban szerepelt, s ez eleve kilátástalanná tette a küzdelmet. A vereséghez pszichikai ráadás volt, hogy 0:0-nál a megítélt 11-est Bodnár az angol kapusba lőtte. Az angolokat a hőségben is érvényesülő rutinjuk és hidegvérük segítette, kétségtelenül nagyobb tudásukon, egységükön és összjátékukon, gólképességükön kívül. A sorsolást automatikusan végezték, akkor még nem volt erő kiemelés, a finnek a labdarúgás kezdetén járó cári orosz válogatottat kapták, és biztosan kerültek a négyes döntőbe. Dánia fölényesen verte Norvégiát.

### Elődöntő
Az elődöntő a két nagy – Anglia és Dánia – fölényét mutatta. Dánia az 1906-ban, Görögországban a nem hivatalos nyári olimpia bemutató tornáját nyerte meg, 1908-ban Londonban az Angol válogatott legyőzte Dániát.

### 3. helyért
Hollandia az erejét vesztett Finnország válogatottját fölényes gólaránnyal múlta felül.

### Döntő
A döntő szinte megismétlése volt a londoninak. A dánok eleinte egyenrangú ellenfelek voltak, de kapusuk sérülése miatt nem tudtak ellenállni az angol csatárok rohamainak.

### Vigaszdíj
A svéd rendezők egy díszes ezüstserleggel jutalmazott vigaszdíjat írtak ki a kiesett csapatok részére.

#### Vigaszdíj elődöntő
Az olimpián londoni mintára vigaszdíjért is játszottak. Magyarország itt is csak a II. fordulóban lépett pályára, biztos győzelmet aratva Németország válogatottja ellen.

#### Vigaszdíj döntő
A Rasunda sportpályán a magyar csapat felszabadult játékkal verte Ausztria válogatottját. Abban a történelmi időben ez igen értékes győzelem volt. Az osztrákok híres futballvezére Hugo Meisl, mindig azt hangoztatta, hogy semleges pályán az osztrákokat soha nem tudnánk legyőzni.

## Játékvezetők
| Európa - Hugo Meisl - Herbert James Willing - Christiaan Groothoff - Herczog Ede | Európa - Wagstaffe Simmons - David Philip - Per Sjöblom - Ruben Gelbord |

## Mérkőzések

### 1. forduló
| 1912. június 29. 11:00 |

| Olaszország (ITA)                     | 2–3               | Finnország                                     |
| ------------------------------------- | ----------------- | ---------------------------------------------- |
| Franco Bontadini 10' Enrico Sardi 25' | (2–2) Jegyzőkönyv | Jahn Ohman 2' Eino Soinio 40' Bror Wiberg 105' |

| Idrottsplats, Traneberg Nézőszám: 600 Játékvezető: Hugo Meisl (osztrák) |

| 1912. június 29. |

| Ausztria (AUT)                                                                   | 5–1   | Németország     |
| -------------------------------------------------------------------------------- | ----- | --------------- |
| Johann Studnicka 58' Leopold Neubauer 62' Robert Merz 75', 81' Robert Cinera 89' | (0–1) | Adolf Jäger 35' |

| Råsunda Stadion, Solna község Nézőszám: 2000 Játékvezető: Herbert James Willing (holland) |

| 1912. június 29. |

| Hollandia (NED)                    | 4–3   | Svédország                              |
| ---------------------------------- | ----- | --------------------------------------- |
| Nico Bouvy 28' 52' Jan Vos 43' 91' | (2–1) | Ivar Swensson 3' 80' Erik Börjesson 62' |

| Olimpiai Stadion, Stockholm Nézőszám: 14 000 Játékvezető: Wagstaffe Simmons (angol) |

### 2. forduló
| 1912. június 30. |

| Finnország (FIN)                | 2–1   | Oroszország           |
| ------------------------------- | ----- | --------------------- |
| Bror Wilberg 30' Jarl Öhman 80' | (1–0) | Vaszilij Butuszov 72' |

| Idrottsplats, Traneberg Nézőszám: 300 Játékvezető: Per Sjöblom (svéd) |

| 1912. június 30. |

| Nagy-Britannia (GBR)                                      | 7–0   | Magyarország |
| --------------------------------------------------------- | ----- | ------------ |
| Harold Walden 21' 23' 49' 53' 55' 85' Vivian Woodward 45' | (3–0) |              |

| Olimpiai Stadion, Stockholm Nézőszám: 8000 Játékvezető: Christiaan Groothoff (holland) |

| 1912. június 30. |

| Dánia (DEN)                                                                               | 7–0   | Norvégia |
| ----------------------------------------------------------------------------------------- | ----- | -------- |
| Anthon Olsen 4' 70' 88' Sophus Nielsen 60' 85' Vilhelm Woolfhagen 25' Niels Middelboe 37' | (3–0) |          |

| Råsunda Stadion, Solna község Nézőszám: 700 Játékvezető: Ruben Gelbord (svéd) |

| 1912. június 30. |

| Hollandia (NED)                              | 3–1   | Ausztria         |
| -------------------------------------------- | ----- | ---------------- |
| Nico Bouvy 8' Cesar ten Cate 12' Jan Vos 30' | (3–1) | Alois Müller 41' |

| Råsunda Stadion, Solna község Nézőszám: 7000 Játékvezető: David Philip (skót) |

### Elődöntő
| 1912. július 2. |

| Nagy-Britannia (GBR)                                           | 4–0   | Finnország |
| -------------------------------------------------------------- | ----- | ---------- |
| Harold Walden 7' 77' Jalmari Holopainen 2' Vivian Woodward 82' | (2–0) |            |

| Olimpiai Stadion, Stockholm Nézőszám: 4000 Játékvezető: Ruben Gelbord (svéd) |

| 1912. július 2. |

| Dánia (DEN)                                             | 4–1   | Hollandia         |
| ------------------------------------------------------- | ----- | ----------------- |
| Anthon Olsen 14' 87' Emil Jørgensen 7' Paul Nielsen 37' | (3–0) | Harald Hansen 85' |

| Olimpiai Stadion, Stockholm Nézőszám: 6000 Játékvezető: Herczog Ede (magyar) |

### Bronzmérkőzés
| 1912. július 4. |

| Hollandia (NED)                                                             | 9–0   | Finnország |
| --------------------------------------------------------------------------- | ----- | ---------- |
| Jan Vos 29' 43' 46' 74' 78' Jan van der Sluis 24' 57' Huug de Groot 28' 86' | (4–0) |            |

| Råsunda Stadion, Solna község Nézőszám: 1 000 Játékvezető: Per Sjöblom (svéd) |

### Döntő
| 1912. július 4. |

| Nagy-Britannia (GBR)                                    | 4–2   | Dánia                |
| ------------------------------------------------------- | ----- | -------------------- |
| Gordon Hoare 22' 41' Harold Walden 10' Arthur Berry 43' | (4–1) | Anthon Olsen 27' 81' |

| Olimpiai Stadion, Stockholm Nézőszám: 25 000 Játékvezető: Christiaan Groothoff (holland) |

| Az 1912. évi nyári olimpiai játékok férfi labdarúgótornájának olimpiai bajnoka |
| · NAGY-BRITANNIA · 3. cím                                                      |
| ------------------------------------------------------------------------------ |

### Vigaszág

#### Első forduló
| 1912. július 1. |

| Ausztria (AUT)       | 1–0   | Norvégia |
| -------------------- | ----- | -------- |
| Leopold Grundwald 2' | (4–0) |          |

| Idrottsplats, Traneberg Nézőszám: 200 Játékvezető: Per Sjöblom (svéd) |

| 1912. július 1. |

| Németország (GER)                                                                                                   | 16–0  | Oroszország |
| --- | ----- | ----------- |
| Gottfried Fuchs 2' 9' 21' 28' 34' 46' 51' 55' 65' 69' Fritz Förderer 6' 27' 53' 66' Karl Burger 30' Emil Oberle 58' | (8–0) |             |

| Råsunda Stadion, Solna község Nézőszám: 2 000 Játékvezető: Christiaan Groothoff (holland) |

| 1912. július 1. |

| Olaszország (ITA)    | 1–0   | Svédország |
| -------------------- | ----- | ---------- |
| Franco Bontadini 15' | (1–0) |            |

| Råsunda Stadion, Solna község Nézőszám: 2 500 Játékvezető: Herbert James Willing (holland) |

#### Második forduló
| 1912. július 2. |

| Magyarország (HUN)        | 3–1   | Németország        |
| ------------------------- | ----- | ------------------ |
| Schlosser Imre 3' 39' 82' | (2–0) | Fritz Förderer 56' |

| Råsunda Stadion, Solna község Nézőszám: 2 000 Játékvezető: Christiaan Groothoff (holland) |

| 1912. július 3. |

| Ausztria (AUT)                                                                     | 5–1   | Olaszország        |
| ---------------------------------------------------------------------------------- | ----- | ------------------ |
| Alois Müller 30' Leopold Grundwald 40' 89' Ludwig Hussak 49' Leopold Studnicka 65' | (2–0) | Felice Berardo 81' |

| Råsunda Stadion, Solna község Nézőszám: 3 500 Játékvezető: Herbert James Willing (holland) |

#### Vigaszág döntő
| 1912. július 5. |

| Magyarország (HUN)                                     | 3–0   | Ausztria |
| ------------------------------------------------------ | ----- | -------- |
| Schlosser Imre 32' Pataki Mihály 60' Bodnár Sándor 76' | (1–0) |          |

| Råsunda Stadion, Solna község Nézőszám: 5 000 Játékvezető: Herbert James Willing (holland) |

## Végeredmény
| Helyezés | Csapat               | M | Gy | D | V | G+ | G– | Gk  | P |
| -------- | -------------------- | - | -- | - | - | -- | -- | --- | - |
| Arany    | Nagy-Britannia (GBR) | 3 | 3  | 0 | 0 | 15 | 2  | +13 | 6 |
| Ezüst    | Dánia (DEN)          | 3 | 2  | 0 | 1 | 13 | 5  | +8  | 4 |
| Bronz    | Hollandia (NED)      | 3 | 2  | 0 | 1 | 8  | 8  | 0   | 4 |
| 4.       | Finnország (FIN)     | 4 | 2  | 0 | 2 | 5  | 16 | –11 | 4 |
|          |                      |   |    |   |   |    |    |     |   |
| 5.       | Magyarország (HUN)   | 3 | 2  | 0 | 1 | 6  | 8  | –2  | 4 |
| 6.       | Ausztria (AUT)       | 5 | 3  | 0 | 2 | 12 | 8  | +4  | 6 |
| 7.       | Németország (GER)    | 3 | 1  | 0 | 2 | 18 | 8  | +10 | 2 |
| 8.       | Olaszország (ITA)    | 4 | 1  | 0 | 3 | 8  | 16 | –8  | 2 |
| 9.       | Svédország (SWE)     | 2 | 0  | 0 | 2 | 3  | 5  | –2  | 0 |
| 10.      | Oroszország (RUS)    | 2 | 0  | 0 | 2 | 1  | 18 | –17 | 0 |
| 11.      | Norvégia (NOR)       | 2 | 0  | 0 | 2 | 0  | 8  | –8  | 0 |

## Góllövőlista
10 gól
- Gottfried Fuchs (GER)

8 gól
- Harold Walden (GBR)

7 gól
- Anthon Olsen (DEN)

6 gól
- Jan Vos (NED)

## Magyar labdarúgócsapat tagjai
Herczog Ede szövetségi kapitány
Bíró Gyula, Blum Zoltán, Bodnár Sándor, Borbás Gáspár, Domonkos László, Fekete Miklós, Károly Jenő, Pataki Mihály, Payer Imre, Rumbold Gyula, Schlosser Imre, Sebestyén Béla, Szury Kálmán, Vágó Antal
Tartalék:
Bródy Sándor, Kertész Vilmos, Révész Béla, Tóth Potya István, Zsák Károly